# Samla Mammas Manna
Samla Mammas Manna är en svensk musikgrupp som ofta räknas till den svenska proggen, men som var ganska avvikande i 1970-talets svenska musikrörelse och musikaliskt även kan beskrivas med begreppet progressiv rock. Gruppen har splittrats och ombildats flera gånger och under vissa perioder hetat Zamla Mammaz Manna och Von Zamla. 

## Historia

### Samla Mammas Manna 1969–1976

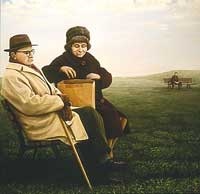
Omslaget till albumet Måltid från 1973.

Samla Mammas Manna bildades i trakten av Uppsala 1969 av trummisen Hasse Bruniusson, keyboardisten Lars Hollmer, slagverkaren Henrik ”Bebben” Öberg och basisten Lars Krantz.
1970 hade de sin första spelning (de spelade bland annat på den andra Festen på Gärdet i augusti) och senare samma år fick de skivkontrakt med Silence Records och spelade in sin första skiva, Samla Mammas Manna, som släpptes på våren 1971. Musiken på denna skiva var mestadels instrumental och präglades av lekfulla kompositioner och improvisationer med Hollmers ovanliga klaviaturspel och Bruniussons komplexa trumspel i förgrunden.
Senare under 1971 lämnade Henrik "Bebben" Öberg gruppen, och 1972 blev gitarristen Coste Apetrea medlem. Samla Mammas Manna turnerade intensivt i Sverige under de följande åren. Gruppens musik tog nu en delvis ny vändning, vilket märktes på deras andra skiva, Måltid från 1973. Ganska starka influenser från jazzrock och likheter med Frank Zappas musik, blandat med element från svensk folkmusik, gjorde sig bemärkta. Musiken, som framfördes med mycket humor, var till stor del instrumental, men förutom de rent instrumentala låtarna sjöng bandet även nonsenssånger med eller utan urskiljbara ord med typiska falsettröster. Skivomslaget till Måltid blev också stilbildande för Samla Mammas Mannas kommande skivor: en målning av Tage Åsén som föreställer ett äldre par på en parkbänk. Tage Åsén kom totalt att utföra ett dussin omslag till gruppens olika konstellationer eller enstaka medlemmar under 30 år.
1974 gjorde de skivan Klossa Knapitatet, som vidareutvecklade den stil som etablerats med Måltid. Därefter turnerade Samla Mammas Manna, utökade med blåssektion, med Greg FitzPatricks verk Snorungarnas symfoni, som också gavs ut på skiva. Det var första gången gruppen i större utsträckning framträdde med icke egenkomponerat material.

### Zamla Mammaz Manna 1977–1980
Efter turnén och skivan tog gruppen en paus. Coste Apetrea slutade och ersattes av gitarristen Eino Haapala (tidigare i The Nashmen). Gruppen bytte namn till Zamla Mammaz Manna. Musiken blev mer inriktad på improvisation, och bandet knöt internationella kontakter i den europeiska musikrörelsen Rock in Opposition (RIO), där bland andra den brittiska gruppen Henry Cow och belgiska Univers Zéro ingick. Zamla Mammaz Manna deltog i RIO:s turnéer och festivaler i Storbritannien och andra delar av Europa med till stora delar improviserade konserter. Ett exempel på den nya inriktningen är skivan För äldre nybegynnare, som består av inspelningar från olika konserter i Sverige 1976–1977 och gavs ut som ena delen av en dubbelskiva, där den andra var Schlagerns mystik, en studioskiva som mestadels bestod av enklare melodiska visor med humoristiska texter. 
År 1980 lämnade Hans Bruniusson gruppen och ersattes av Vilgot Hansson, som medverkar på skivan Familjesprickor. Senare under 1980 upplöstes Zamla Mammaz Manna.

### Von Zamla 1981–1984
Lars Hollmer och Eino Haapala fortsatte med projektet Von Zamla tillsammans med musiker från andra grupper i RIO-rörelsen men även en mycket ung trumslagare Mårten Tiselius och Hans Loelv (då Hans Louhelainen) på klaviaturer och dragspel. Musiken blev mer komplex, mindre rock-orienterad och inriktad på längre kompositioner, utan att förlora den melodikänsla som varit Samlas kännetecken redan från starten. Men den kallades ändå för det mesta för "art rock" i utlandet. Von Zamla gjorde två studioskivor och genomförde flera turnéer i början av 1980-talet och även radioinspelningar i Hamburg och Bremen och en TV-inspelning i Sverige 1984 i programmet "Norrsken".De flesta spelningarna var utanför Sveriges gränser och sexton år efter inspelning (1999) kommer Cd-skivan "Von Zamla 1983" ut med bland annat liveinspelningar från Radio Bremen och Hildesheim. Gruppen upplöstes i slutet av 1984.

### Det återbildade Samla Mammas Manna 1991–
1990 återförenades Samla Mammas Manna av Hasse Bruniusson för Bruniussons 40-årskalas med den gamla sättningen med Hollmer, Bruniusson, Krantz och Apetrea. Ursprungligen var återföreningen tänkt som en engångsföreteelse, men konserten var så lyckad att gruppen beslutade fortsätta spela som sidoprojekt "så länge det är roligt". Samla Mammas Manna genomförde konserter sporadiskt under 1990-talet samtidigt som medlemmarna ägnade sig åt andra projekt. 1999 släppte gruppen albumet Kaka, som bestod dels av studioinspelade låtar, av vilka flera spelats live i många år, dels av inspelningar från konserter under 1990-talet. 1999 lämnade Bruniusson gruppen.
2002 återbildade Hollmer, Apetrea och Krantz gruppen med den japanske musikern Yoshida Tatsuya. Den första skivan med sättningen Hollmer-Apetrea-Krantz-Yoshida var Dear Mamma, en liveskiva inspelad i Uppsala, som också innehåller en improviserad konsert med konstellationen Lars Hollmer, Coste Apetrea och den japanska duon Ruins, där Yoshida Tatsuya ingår.
Namnet Samla Mammas Manna var under 2003–2004 föremål för en rättslig tvist mellan Hollmer och Bruniusson. Den senare ville använda namnet för en av sina egna grupper, senare döpt till Flying Food Circus. Tvisten slutade med en förlikning där rättigheterna till namnet överläts åt Lars Hollmer.
Lars Hollmer avled under 2008 vid 60 års ålder. Eino Haapala avled den 3 juli 2024 i Uppsala vid 78 års ålder.

## Diskografi

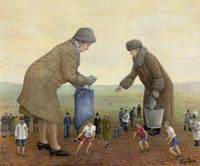
Omslag till skivan Dear Mamma från 2002.

### Samla Mammas Manna
- Samla Mammas Manna (1971)
- Måltid (1973)
- Klossa Knapitatet (1974)
- Snorungarnas symfoni (1976)
- Kaka (1999)
- Dear Mamma (2002) (med Lars Hollmer, Coste Apetrea och Ruins)

### Zamla Mammaz Manna
- Schlagerns mystik/För äldre nybegynnare (1978)
- Familjesprickor (1980)

### Von Zamla
- Zamlaranamma (1982)
- No Make Up! (1984)
- 1983  (1999)